# Florence Macfarlane

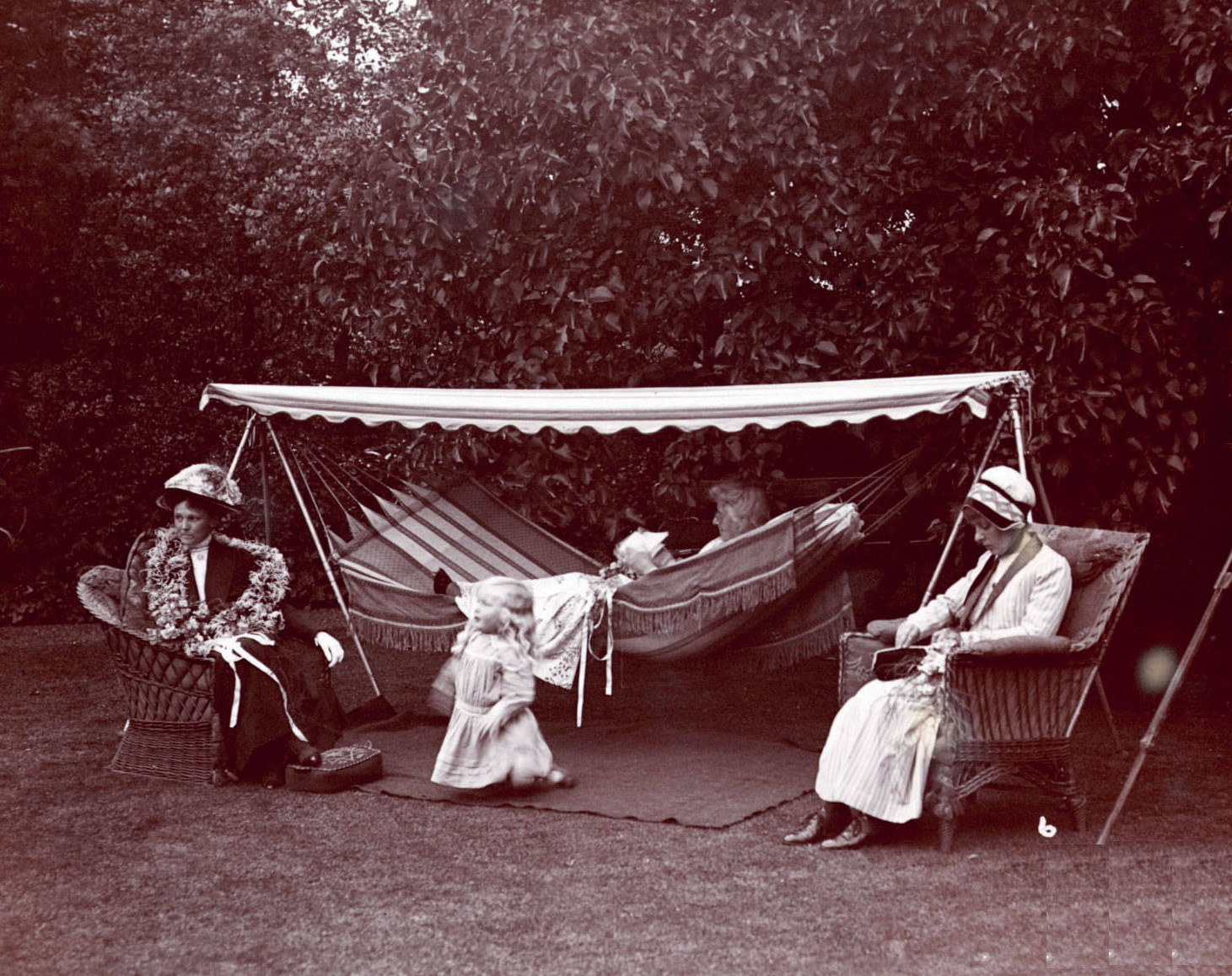
Edith Marian Begbie (Macfarlanes Schwester), Rose Lamartine Yates’ dreijähriger Sohn Paul, Gertrude Wilkinson und Florence Macfarlane im Garten von Dorset Hall, dem Haus von Yates, nach einem Gefängnisaufenthalt und Hungerstreik, 1912.

Florence Geraldine Macfarlane, als Suffragette unter dem Pseudonym Muriel Muir (* 5. Oktober 1867 in Leith, Edinburgh, Midlothian; † 28. Oktober 1944 in Los Angeles, Kalifornien), war eine schottisch-britische Krankenschwester und Suffragette.

## Leben
Macfarlane wurde als zweite Tochter unter mindestens zwölf Kindern von Marian Elizabeth, geborene Newton (1841–1883), und John Macfarlane (1837–1903) geboren. Im Rahmen ihres Einsatzes für die Wahlrechtsbewegung benutzte sie manchmal das Pseudonym „Muriel Muir“, um eine aktivere Rolle übernehmen zu können. Ihre ältere Schwester war Edith Marian Begbie (1866–1932), ebenfalls eine Suffragette. 1856 trat John Macfarlane in das Familienunternehmen ein, das Drahtgewebe herstellte und sich auch auf die Papierherstellung verlegte. Aus dem Zensus von 1881 geht hervor, dass die Familie in diesem Jahr nach Edinburgh gezogen war. Als die Geschäfte immer einträglicher wurden, gründete John Macfarlane eine liberale Zeitung, und seine liberalen Grundsätze dürften seine Töchter in ihrem späteren Handeln beeinflusst haben. Zum Zensus 1901 leitete Macfarlane zusammen mit zwei ihrer jüngeren Schwestern ein privates Frauenkrankenhaus am Archibald Place in Edinburgh.
Während ihrer aktiven Zeit in der Women’s Social and Political Union (WSPU) gehörte Macfarlane unter anderem zu den Mitarbeiterinnen der Zweigstelle der WSPU in Belfast. Zusammen mit ihrer Schwester wurde sie am 18. November 1910 bei der Teilnahme am Schwarzen Freitag in London verhaftet. Sie erschien am nächsten Tag vor dem Bow Street Magistrates’ Court, wo die Anklage gegen sie fallen gelassen wurde.
Im März 1912 musste sie erneut vor Gericht erscheinen, weil sie in der High Street in Kensington ein Fenster eingeschlagen hatte und in Untersuchungshaft genommen worden war. Als Wohnort gab sie damals Dundee an. Während ihrer Inhaftierung im Winson Green Prison in Birmingham trat Macfarlane zusammen mit Gertrude Wilkinson und ihrer Schwester Edith in den Hungerstreik und wurde als „Dundee’s hunger-striker“ bezeichnet.
Bei ihrer Entlassung aus dem Gefängnis ging es beiden Schwestern nicht gut und sie wirkten sehr gebrechlich. Sie konnten sich zusammen mit Wilkinson bei Rose Lamartine Yates, der Organisationssekretärin und Schatzmeisterin des Wimbledoner Zweigs der WSPU, in deren Haus, Dorset Hall, erholen.
Macfarlane setzte danach ihren Einsatz für die militante Kampagne für das Frauenwahlrecht fort, während Begbie nicht wieder verhaftet wurde.
1915 verließ Macfarlane das Vereinigte Königreich und reiste in die Vereinigten Staaten, wo sie im Schiffsregister als „Mental Healer“ eingetragen war und am 24. Mai 1915 in New York City ankam. In Amerika arbeitete sie auch als Zeitschriftenjournalistin. Am 16. Januar 1923 kehrte sie über Beira nach London zurück und wohnte in Hampstead.
Macfarlane wurde Ehrensekretärin der Six Point Group, die von Margaret Mackworth 1921 gegründet wurde und die die sechs Punkte verbesserte Gesetze gegen Kindesmissbrauch, für verwitwete Mütter, für unverheiratete Mütter und ihre Kinder, für gleiche Rechte der Vormundschaft für verheiratete Eltern, für gleichen Lohn für Lehrerinnen und für gleiche Chancen für Männer und Frauen im öffentlichen Dienst verfolgte. Ein Artikel in The Vote vom 23. Juni 1933 gibt einen Brief an The Times wieder, den Macfarlane als Ehrensekretärin der Six Point Group mitunterzeichnet hatte. Im Archiv der Universität Liverpool befindet sich eine umfangreiche Korrespondenz der Six Point Group aus dem Jahr 1933, in der es um den Fall geht, dass weibliche Angestellte ihre Arbeit verlieren, wenn sie heiraten. In einem Brief lädt Macfarlane einen Dr. Miller zu einem bevorstehenden Suffragetten-Dinner ein und schlägt darin ein Treffen mit Charlotte Marsh vor. Im Jahr 1934 war sie ehrenamtliche internationale Sekretärin der Six Point Group im Maison Internationale in Genf.
Macfarlane kehrte 1939 in die Vereinigten Staaten, nach Los Angeles in Kalifornien zurück, wo sie laut ihrer Krankenakte an „extremer Unruhe und Nervosität“ litt und im Oktober 1944 in Los Angeles starb.